# Dewey Nicks
George Dewey Nicks III (Saint Louis, 22 aprile 1961) è un fotografo e regista statunitense.

## Biografia
Ha studiato fotografia al Art Center College of Design a Pasadena, California. Nel 1986 inizia la sua carriera come fotografo di moda lavorando per riviste come Vogue, Vanity Fair, Harper's Bazaar, W, e GQ e per case di moda come Tommy Hilfiger, Guess?, Hugo Boss, Levi's e Ralph Lauren. Nel 1995 inizia la sua carriera da regista con uno spot per la Quiksilver a cui fanno seguito i videoclip girati per Moby, Fiona Apple e gli Incubus. Nel 2002 dirige il suo primo film, Slackers con un cast che comprende Jason Schwartzman, Jaime King e Jason Segel.

## Filmografia

### Cinema
- Slackers (2002)

### Televisione
- Hi Octane - serie TV, 1x01-1x03 (1994)